# Національна рада з питань демократії
Національна рада з питань демократії (фр. Conseil national pour la Démocratie) — на чолі з Генеральним Головою Жильбертом Дьєндере був правлячим кабінетом військової хунти Буркіна-Фасо з 17 по 23 вересня 2015 року. 
Взявши тимчасовий контроль за попереднім кабінетом на чолі з тимчасово виконуючим обов'язки президента Мішелем Кафандо під час державного перевороту в Буркіна-Фасо 2015 року.

## Історія
Увечері 16 вересня 2016 року члени полку безпеки Президента (RSP) здійснили штурм будівлі засідання уряду та захопили тимчасового президента Мішеля Кафандо, прем'єр-міністра Ісаака Зіда та інших посадових осіб. Наступного ранку підполковник Мамаду Бамба з'явився на телебаченні, оголосивши про створення Національної ради з питань демократії для того щоб "покласти край" "девіантному режиму переходу".

Того ж дня головою Ради був призначений генерал Жильбер Дьєндере. Дьєндере стверджував, що діє в інтересах Буркіна-Фасо, заявивши, що майбутні вибори відповідно до виборчого закону перехідного уряду будуть занадто розбіжними, оскільки прихильникам колишнього президента Блеза Компаоре було заборонено балотуватися. Він пообіцяв наступні вибори, на яких нікому не буде заборонено балотуватися з політичних причин.
Національна рада з питань демократії не змогла закріпити свої повноваження по всій країні і зазнала тиску з боку регіональних лідерів, і зрештою, з регулярної армії, щоб відновити перехідний уряд. Після того, як армія увійшла в Уагадугу, щоб протистояти RSP, Кафандо був переобраний на посаду президента 23 вересня, а Зіда також повернувся на посаду прем'єр-міністра. Дьєндере сказав, що державний переворот був помилкою і що « ми знали, що людям не піде на користь це. Тому ми здалися ».